# Estación Ingeniero Julián Romero
Ingeniero Julián Romero era una estación de ferrocarril ubicada en el Departamento Avellaneda, en la Provincia de Río Negro, República Argentina.

## Servicios
Pertenecía al Ferrocarril General Roca en su ramal entre Bahía Blanca y Zapala.
No presta servicios de pasajeros desde 1993, sin embargo por sus vías corren trenes de carga, a cargo de la empresa Ferrosur Roca.

## Ubicación
Se accede desde la Ruta Nacional 22.